# Slivník
Slivník (Hongaars: Szilvásújfalu) is een Slowaakse gemeente in de regio Košice, en maakt deel uit van het district Trebišov.
Slivník telt 777 inwoners.